# Elisabeth Řebíček-Löffler
Elisabeth Řebíček-Löffler (* 6. Oktober 1848 in Berlin als Hermine Marie Elisabeth Löffler; † 7. Februar 1922 in Berlin-Friedenau) war eine deutsche Opernsängerin (Sopran). 

## Leben
Elisabeth Löffler wurde 1868 mit 19 Jahren nach ersten Engagements in Leipzig und Karlsruhe nach Wiesbaden verpflichtet. Wiesbaden war 1866 preußisch geworden, und das ehemals Herzoglich-Nassauische Theater wurde in der Folge zum Teil der Königlich preußischen Schauspiele, die von der Generalintendantur in Berlin verwaltet wurden. Am 11. Juli debütierte sie offiziell mit der Pamina in der Zauberflöte. Dies wurde für sie eine besondere Herausforderung, denn der Stargast an diesem Abend war Ilma de Murska, k. k. Hofopernsängerin, die die Partie der Königin der Nacht sang.
Elisabeth Löffler blieb bis zum Jahr 1883 am Wiesbadener Theater und sang in dieser Zeit nahezu alle Rollen für dramatischen Sopran, die in den Spielplänen jener Zeit zu vergeben waren. Ihr Repertoire in diesen Jahren umfasste fast 80 Opern, von Mozart und Donizetti über die französische Oper (Auber, Halevy, Massenet, Gounod), die deutsche romantische Oper (Weber, Lortzing, Schumann), den größeren Teil der Wagner-Opern (außer dem Ring, der in dieser Zeit in Wiesbaden nicht gegeben wurde) bis hin zu Opern, die heute weitgehend unbekannt sind (z. B. Die Albigenser von de Swert).
Elisabeth Löffler heiratete am 28. August 1873 in Wiesbaden den königlichen Kapellmeister Josef Řebíček, der neben Jahn die Wiesbadener Oper führte. Die Ehe blieb kinderlos. Als Josef Řebíček 1882 nach Warschau wechselte, gab auch Elisabeth Řebíček-Löffler 1883 ihr Wiesbadener Engagement auf und folgte ihm auf seinen weiteren beruflichen Stationen, neben Warschau nach Budapest, dann wieder Wiesbaden und zuletzt 1897 nach Berlin.
Wie viele Sängerinnen ihrer Zeit war auch sie, nach nunmehr 15 Jahren angestrengter Bühnentätigkeit mit im Schnitt drei Vorstellungen pro Woche, gesundheitlich angeschlagen. Die Ärzte konstatierten u. a. Fettleibigkeit und Atembeschwerden. So erhielt sie schließlich zu Beginn der 1890er Jahre eine Pension. Nebenbei arbeitete sie noch als Gesangslehrerin.
Als Josef Řebíček 1904 starb, verschlechterten sich ihre wirtschaftlichen Verhältnisse. Wohnte das Ehepaar noch in unmittelbarer Nähe der Philharmonie, so musste sie jetzt in ein preiswerteres Neubaugebiet umziehen. Sie entschied sich für Friedenau und zog dort in die Wiesbadener Straße 24 (heute 86). Friedenau zog in dieser Zeit viele Künstler an, unter anderem auch Max Bruch, mit dem das Ehepaar schon in Wiesbaden zusammengearbeitet hatte. Sie lebte dort noch bis 1922, zunehmend von Geldsorgen geplagt, da das Ehepaar, wie sie hilfesuchend an den Pensionsfonds in Wiesbaden schrieb, seine Ersparnisse großteils in ungarischen und tschechischen Kriegsanleihen angelegt hatte, die nunmehr wertlos waren. Als sie 1922 starb, wurde sie im Grab ihres Mannes auf dem Dorotheenstädtischen Friedhof beerdigt.